# Dampier-schiereiland
Het Dampier-schiereiland ligt in West-Australië iets ten noorden van het stadje Broome.
Het eiland is genoemd naar de Engelse boekanier William Dampier die begin januari 1688 met zijn schip de Cygnet negen weken in de baai King Sound voor anker ging. Hij ging vermoedelijk bij Cygnet Bay of Karrakatta Bay aan land. Dampier was de eerste Europeaan die het schiereiland bezocht.
De oorspronkelijke naam van het schiereiland is Ardi, dat “naar het noorden trekken” betekent.

## Eerste indrukken van Dampier
In zijn logboek schreef Dampier dat het land uit droge, zanderige grond bestond waar water alleen beschikbaar was door een bron te slaan. Er waren veel bomen, maar er was geen sprake van dichte bebossing. Nergens zag hij fruitbomen of bessenstruiken.
Dampier zag geen dieren, behalve een paar kleine vogelsoorten en zeevogels. Er zaten volgens hem nauwelijks vissen in de zee, maar wel veel schildpadden en lamantijnen.
Tijdens zijn verblijf in het gebied beschreef hij de Bardi die op de noordpunt van het schiereiland leven. Het was de eerste uitgebreide beschrijving van de Aboriginals door een Europeaan.
„De bewoners van dit land zijn de armzaligste mensen ter wereld. Al zijn de Hodmadods van Monomatapa ook nog zulke onaangename lieden, voor wat rijkdommen betreft zijn het gentlemen, hiermee vergeleken, en afgezien van hun menselijke vorm verschillen ze niet veel van beesten. Ze zijn lang, recht van lijf en mager, met kleine maar lange ledematen. Ze hebben grote hoofden, ronde voorhoofden en grote wenkbrauwen. Hun oogleden zijn altijd half gesloten, om de vliegen uit hun ogen te houden; bijgevolg kunnen ze niet ver zien.
Ze hebben lange gezichten en een buitengewoon onaangenaam uiterlijk; hun gezichten hebben geen enkele trek die hen siert. Ze houden er geen huizen op na, maar liggen in de openlucht, zonder enige bedekking; de aarde is hun bed, en de hemel hun baldakijn. De bodem levert hun in het geheel geen voedsel op. Voor zover we zien konden zijn er kruiden noch peulvruchten of enige soort graan voor hen om te eten; en ook geen vogels of beesten die ze kunnen vangen, aangezien ze geen hulpmiddelen hebben waarmee ze dat zouden kunnen doen.
Ik heb niet gemerkt dat ze iets aanbaden.“

## Oorspronkelijke bewoners
Voor de komst van de Europeanen leefden er zeven Aboriginalgroepen op het Dampier-schiereiland en de bijbehorende eilandjes voor de ingang van King Sound Bay. Zij waren jagers en verzamelaars en leefden van vissen (zalm, meerval), doejong, hagedissen, fruit en planten.
De namen van de groepen zijn:
- Bardi
- Jawi
- Nyulnyul
- Jabirr Jabirr
- Ngombal
- Goolarabooloo
- Nimanburu

## Native-title-claims
In 1994 dienden de Goolarabooloo een native-title-claim in over hun land en dat van de Jabirr Jabirr. Er is nog steeds geen beslissing in deze zaak genomen.
In 2005 erkende de federale rechtbank de native-title-rechten van de Bardi en de Jawi over hun land. Hun claim over de zee, de eilanden en de riffen werd echter afgewezen. In maart 2010 werden ook hiervoor native-title-rechten erkend.

## Beschermde gebieden
In 2013 werd een gebied van 354.867 hectare nabij Ardyaloon tot Indigenous Protected Area (IPA) benoemd. Dit is een gebied dat in het bezit is van en beheerd wordt door Aboriginals met als doel biodiversiteit te bevorderen en cultureel erfgoed te beschermen.
Op het Dampier-schiereiland ligt ook nog het natuurreservaat Point Coulomb.

## Toerisme en ecologische projecten

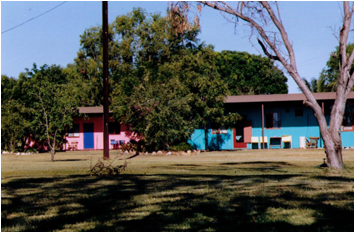
Vakantiehuisjes in Lombadina

De Aboriginalgroepen op het Dampier-schiereiland richten zich op kleinschalig, duurzaam toerisme. In Lombadina kunnen bezoekers in kleurige huisjes overnachten en deelnemen aan allerlei activiteiten, zoals vissen of krabben vangen in de mangroven. 
Beagle Bay is bekend om zijn rijk met schelpen gedecoreerde kerk en in Cape Leveque zijn prachtige stranden te vinden.
Mensen die het land van de Goolarabooloo bezoeken kunnen samen met leden van deze groep het Lurujarri-pad bewandelen. Het pad volgt het deel van de songline dat over het land van de Goolarabooloo loopt. Een songline is de weg die wezens uit de droomtijd over een stuk land hebben afgelegd. Deze weg is gemarkeerd met bomen, waterbronnen, steenformaties enzovoort, die aangeven waar droomtijdwezens iets hebben gedaan of beleefd.
Sinds enkele jaren lopen er diverse zogenoemde Caring for Country-projecten op het schiereiland. De projecten hebben tot doel voor het land te zorgen en de cultuur te bewaren en over te dragen aan volgende generaties. 
Het Kimberley Coastal Tourism Project is bijvoorbeeld gericht op programma's om bezoekers van het schiereiland over de Aboriginalcultuur en over het land te informeren. Het Turtle & Dugong-project is gericht op het beschermen van de schildpadden en doejongs langs de kust van de Kimberley. De Bardi en Jawi zijn bij dit project betrokken.

## Woodside-gaswinningscentrum
Aan het begin van de 21e eeuw werden er plannen ontwikkeld voor het bouwen van een gaswinningscentrum in de omgeving van James Price Point, een plek die precies op het land van de Goolarabooloo ligt en deel uitmaakt van de songline.
In 2005 verwierpen alle groepen van het Dampier-schiereiland de bouw van de installatie. Ook bewoners van Broome waren tegen de bouw omdat ze vreesden dat het toerisme in hun stad en in de Kimberley verdreven zou worden door de industrie. Tegen de wens van de traditionele eigenaren startte de Kimberley Land Council (KLC) toch onderhandelingen met de firma Woodside, die het gaswinningscentrum wilde bouwen. De getroffen groepen werd gevraagd hun native-title-rechten op te geven in ruil voor een compensatiebedrag van 1,3 miljard Australische dollar verspreid over 30 jaar. Deze kwestie heeft tot een splijting binnen diverse community's en groepen geleid.
In april 2013 trok de firma Woodside zich terug. Als reden geeft het bedrijf aan dat het gaswinningscentrum onvoldoende rendabel zou zijn.